# Idora Hegel

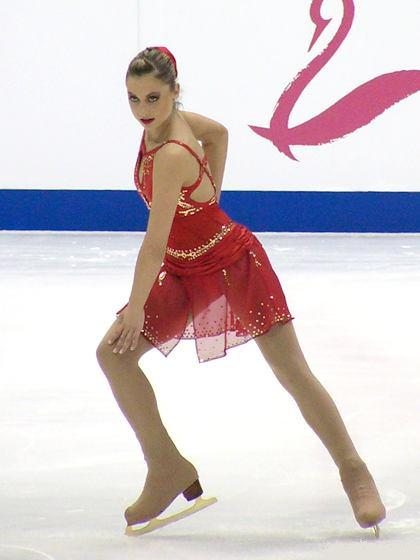
Idora Hegel

Idora Hegel (Zagreb, 3 april 1983) is een voormalige Kroatische kunstschaatsster.
Hegel was actief als individuele kunstschaatsster en werd gecoacht door Alexandr Rozin. In november 2007 liep ze een zware blessure op waardoor zij het grootste gedeelte van het seizoen 2007/08 aan haar voorbij moest laten gaan.
| records             | punten | datum      | toernooi |
| ------------------- | ------ | ---------- | -------- |
| Hoogste totaalscore | 142.64 | 20-03-2005 | WK 2005  |
| Hoogste korte kür   | 48.63  | 18-01-2006 | EK 2006  |
| Hoogste lange kür   | 94.22  | 19-03-2005 | WK 2005  |

## Belangrijke resultaten
| Kampioenschap           | 1999  | 2000 | 2001 | 2002 | 2003 | 2004 | 2005 | 2006 | 2007 |
| ----------------------- | ----- | ---- | ---- | ---- | ---- | ---- | ---- | ---- | ---- |
| Olympische Spelen       |       |      |      | 19e  |      |      |      | 19e  |      |
| Wereldkampioenschap     | 25e   |      | 25e  | 24e  | 24e  | 16e  | 13e  | 15e  | 21e  |
| Europees Kampioenschap  | 21e   | 27e  | 22e  | 18e  | 14e  |      | 9e   | 11e  | 16e  |
| WK junioren             | 23e   |      |      |      |      |      |      |      |      |
| Nationaal Kampioenschap | Brons | Goud | Goud | Goud | Goud | Goud | Goud |      | Goud |